# Janko Pačar
Janko Pačar (Luzern, 18 augustus 1990) is een Kroatisch-Zwitsers betaald voetballer die doorgaans als spits speelt. In januari 2016 verruilde hij Servette FC voor Petrolul Ploiești.